# Tyro, dronning af Iolkos
 Der er flere lokaliteter med dette navn, se ikke at forveksle med hverken Tyro eller Tyros.

## Familie
Prinsesse Tyro ( oldgræsk: Τυρω) var i den græske mytologi datter af dronning Alkidike og kong Salmoneus fra byen Elis, beliggende i det nordlige Grækenland i regionen Thessalien. Hendes far havde 6 brødre, og som dronning af Lolkos blev hun mor til enten 6 eller 7 sønner med 3 forskellige fædre. Hendes navn betyder "ligesom ost" (oldgræsk: Τυρως, ost), hvilket refererer til, at hun er ligeså smuk og hvid som frisklavet ost. Hun blev bortgiftet til sin farbror kong Kreteus fra Iolkos med hvem hun fik de tre sønner Aison (far til Argonauternes leder Jason), Amythaon og Pheres, selvom hun elskede flodguden Enipeus 

## Poseidons snyd
En dag da Tyro som så ofte før sad på flodbredden kom Poseidon forklædt som Enipeus og gjorde hende gravid. Han afslørede sin sande identitet og forlangte, at hun skulle tie stille. Tyro fødte tvillingerne Pelias og Neleus og overlod dem til at dø. I nogle historier tilstod hun overfor sin far, der dog ikke troede på historien om, at Poseidon skulle være faren men mistænkte sin ondskabsfulde bror Sisyfos for at stå bag voldtægten og forlangte, at Tyro skilte sig af med børnene. Babyerne blev dog fundet af enten nogle hyrder eller en hestehandler og opsøgte deres mor som voksne. Ved samme lejlighed myrdede de også deres stedmor, Sidero, for hendes ubehagelige opførsel mod Tyro.

## Sisyfos' onde gerninger
Tyros anden farbror, Sisyfos fik enten en eller to sønner med hende, efter et orakel havde afsløret, at denne søn som voksen ville slå Salmoneus ihjel. Barnet fik dog aldrig chancen for at opfylde oraklets profeti, før Tyro slog sit barn ihjel for at beskytte sin far.

## Efterkommere
Mange af Tyros efterkommere er gået over i historien som store helte, og en del af dem deltog i den trojanske krig. 